# Шарл Робер Рише
 Шарл Робер Рише  (фр. Charles Robert Richet), Париз, 26. август 1850 — Париз, 4. децембар 1935,  је био француски физиолог и имунолог. Добио је Нобелову награду за физиологију и медицину 1913. године за своја истраживања  анафилаксе.

## Биографија
Шарл Рише је рођен 26. августа 1850. године у Паризу, Француска, као син Алфреда Ришеа, професора клиничке хирургије на Медицинском факултету у Паризу, и мајке Еугеније. Образовао се у Гимназији Бонапарта (фр. Lycée Bonaparte) у Паризу а затим је студирао медицину на Универзитету у Паризу. Студије је завршио 1869. године са докторатом медицине, док је докторат природних наука стекао 1878. године. Године 1887. постављен је за професора физиологије на Медицинском факултету у Паризу где се бавио истраживањима у разним областима (варење, неурохемија, терморегулација код  хомеотермних животиња, дисање).

## Каријера
Као професор Рише је радио на широком спектру физиолошких питања. Свој рад је започео истраживањем регулације температуре код животиња, посебно заштити од прегревања путем знојења. Пре његових истраживања о полипнеји (или тахипнеји) и дрхтавици због повишене телесне температуре (од 1885. до 1895. године), мало се знало о методама којима животиње лишене могућности кожне транспирације могу да се заштите од прегревања (и како се животиње са сниженом телесном температуром могу поново загрејати). У експериментима са антителима успео је да покаже да су антитела формирана у крви након вакцинације успешна у борби против патогена. Рише је показао у експерименталној терапији, да су животиње вакцинисане против неке инфекције заштићене од те инфекције (новембар 1888. године). Први експеримент са давањем имуносерума људима извршио је 6. децембра 1890. године у Отел Дју у Паризу (фр. Hôtel-Dieu de Paris), најстаријој болници у Паризу. Својим експериментима 1900. године, показао је и да исхрана млеком и сировим месом може излечити псе од туберкулозе. Установио је и да смањењем натријум хлорида у храни, лечење епилепсије калијум бромидом постаје толико ефикасно да се терапеутска доза смањује са 10 g на 2 g, 1901. године. Експериментушићи на псима (од 1901. године) Рише је радећи са Полом Портијеом (фр. Paul Portier), открио феномен анафилаксе. Измислио је ову реч да означи осетљивост коју развија организам након што му је дата инјекција: колоидне, протеинске супстанце или токсина (1902). Он је показао да инјекција протеинске супстанце дубоко и трајно мења хемијску конституцију телесних течности. Рише и Портије су 15. фебруара 1902. године заједно представили своје експерименте у Француском биолошком друштву (фр. Société de biologie) у Паризу. Њихово истраживање се сматра почетком научног проучавања алергије (реч коју је сковао Клеменс фон Пирке, 1906. године). Ришеов рад је помогао да се објасне алергијске реакције: на стране супстанце, астму, одређене реакције на интоксикацију и одређени случајеви изненадне срчане смрти. Он је наставио да проучава феномен анафилаксе да би 1913. године је за свој рад добио Нобелову награду за физиологију или медицину. Поред медицинске делатности, имао је велико интересовање за спиритуализам и водио је истраживања у парапсихологији па је створио термин ектоплазма (термин који се користи у спиритуализму да означи супстанцу или духовну енергију коју формирају физички медији када су у стању транса). Рише је био заговорник еугенике и залагао се за стерилизацију и забрану брака за ментално заостале особе. Од 1920. до 1926. био је председник Француског еугеничког друштва. Био је активан у разним научним областима па је написао и Општу културну историју у којој је, веран својим пацифистичким идеалима, заговарао заједнички културни рад међу народима. Био је и пионир у авијацији. Како је имао широко поље интересовања писао је књиге о историји, социологији, филозофији, психологији, као и о позоришту и поезији. 

## Почасти и награде
Рише  је 1913. године добио Нобелову награду за физиологију и медицину као признање за његов рад на анафилакси. Постао је члан Француске академије наука (фр. Académie des sciences, France)1914. године, чији је председник био од 1933. године. Изабран је и за придруженог члана Краљевске академије наука Белгије (фр. Académie royale des Sciences, des Lettres et des Beaux-Arts de Belgique), 1919. године. За почасног члана Краљевског друштва у Единбургу (енгл. Royal Society of Edinburgh) је изабран 1920. године. Добио је и високо француског одликовања Легију части (фр. Ordre national de la Légion d’honneur) 1926. године.